# 最高人民法院诉讼服务网
最高人民法院诉讼服务网，是中华人民共和国最高人民法院为当事人提供诉讼服务的专用网站。

## 简介
在最高人民法院诉讼服务网开通前，2014年9月，中国法院网正式上线中国法院诉讼服务网，免费供各地法院使用，该网站包括立案受理、案件查询、审判查询、执行查询、大法官留言五个板块。
2014年12月15日，《最高人民法院关于全面推进人民法院诉讼服务中心建设的指导意见》（法发〔2014〕23号 ）发布，其中指出，“通过建设诉讼服务大厅、诉讼服务网、12368诉讼服务热线，构建人民法院面向社会的多渠道、一站式、综合性诉讼服务中心”。
2014年12月31日，中华人民共和国最高人民法院举行政务网站改版暨诉讼服务网开通活动，最高人民法院院长周强讲话称，最高人民法院政务网站的改版与最高人民法院诉讼服务网的建设，是最高人民法院全面深化司法公开、加强诉讼服务工作的又一举措，要全面推进“三位一体”综合性诉讼服务平台——诉讼服务大厅、诉讼服务网、12368诉讼服务热线的建设。最高人民法院诉讼服务网具备网上立案、案件查询、电子送达、网上阅卷、监督建议等功能。